# Ronquerolles
Ronquerolles é uma comuna francesa na região administrativa da Ilha de França, no departamento do Vale do Oise. Estende-se por uma área de 4.74 km². Em 2010 a comuna tinha 878 habitantes (densidade: 185,2 hab./km²).